# فرانك غاري
فرانك غاري (بالإنجليزية: Frank Gari)‏ هو ملحن ومغني أمريكي، ولد في 1 أبريل 1942.

## وصلات خارجية
- فرانك غاري على موقع IMDb (الإنجليزية)
- فرانك غاري على موقع ميوزك برينز (الإنجليزية)
- فرانك غاري على موقع أول ميوزيك (الإنجليزية)
- فرانك غاري على موقع ديسكوغز (الإنجليزية)